# Cmentarz żydowski w Berżnikach
Cmentarz żydowski w Berżnikach – kirkut społeczności żydowskiej niegdyś zamieszkującej Berżniki. Nie wiadomo kiedy powstał. Zajmował powierzchnię 0,29 ha. Obecnie na nieogrodzonym terenie nie ma żadnych nagrobków, gdyż cmentarz został zniszczony w czasie II wojny światowej.